# Anisodus
Anisodus  es un género perteneciente a la subfamilia Solanoideae, incluida en la familia de las solanáceas (Solanaceae). Comprende 4 especies nativas de China, India e Himalaya.

## Taxonomía
El género fue descrito por Link & Spreng. y publicado en Systema Vegetabilium, editio decima sexta 1: 512, 699. 1825[1824]. La especie tipo es: Anisodus luridus

## Especies aceptadas
A continuación se brinda un listado de las especies del género Anisodus aceptadas hasta agosto de 2015, ordenadas alfabéticamente. Para cada una se indica el nombre binomial seguido del autor, abreviado según las convenciones y usos.	
- Anisodus acutangulus
- Anisodus carniolicoides
- Anisodus luridus
- Anisodus tanguticus